# Алмело
А́лмело (нидерл. Almelo произношениео файле) — город и община в Нидерландах в провинции Оверэйссел, по железной дороге находится между Девентером и Хенгело. Большая часть населения Альмело владеет нидерландским, но разговаривает на твентском, диалекте нижненемецкого (нидерл. Nedersaksisch). Твентский наравне с лимбургским — один из двух самых распространённых диалектов в Нидерландах.
Алмело впервые упоминается в летописях в 1236 году как деревенька у моста в месте пересечения большой проезжей дороги ручья Аа. В 1420 Алмело уже именовался городом, но при этом не имел никакой военной ценности и даже не был окружён стеной (только каналом). Почти сто лет (1818—1914) община Алмело был поделён на собственно город — Stad Almelo —и его окрестности — Ambt Almelo.
В 1830 году города достигла научно-техническая революция в виде первой паровой машины, подтолкнувшей фабрики к переходу на новую аппаратуру. В 1855 и 1865 до Алмело были доведены соответственно водный (Оверэйссельский Канал) и железнодорожный (из Зальцбергена) пути. С 1960 года текстильная промышленность пребывает в упадке из-за неспособности конкурировать с дешёвой импортной продукцией.
Алмело интересен прежде всего своей архитектурой, так как в отличие от серьёзно пострадавшего от войн Хенгело там сохранились многие старые храмы и особняки.

## Экономика
- «Urenco Almelo» — завод по обогащению урана (газовые центрифуги), производит уран с содержанием около 5 % U-235 для ядерных реакторов.

## Соседние города
- Адорп
- Борне
- Вирден
- Твентеранд
- Тюберхен
- Хенгело
- Хоф-ван-Твенте
- Энсхеде

## Спорт
В городе базируется профессиональный футбольный клуб «Хераклес», выступающий в высшем и первом дивизионах чемпионата Нидерландов.

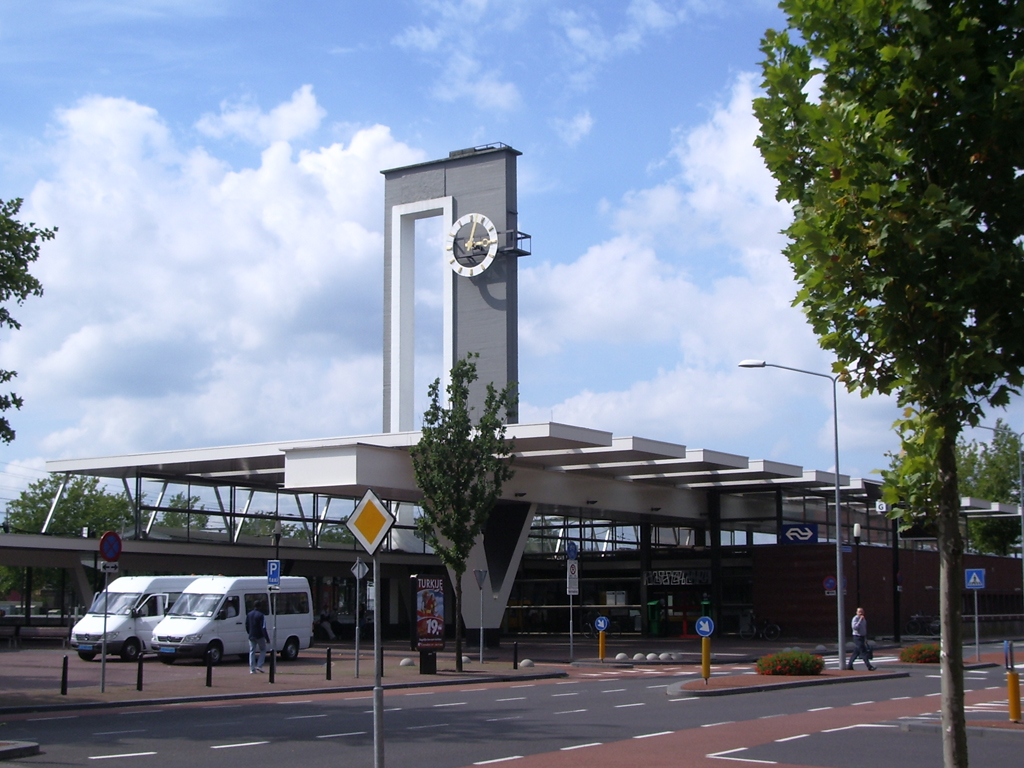
Железнодорожный вокзал Альмело

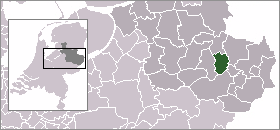
Расположение общины Алмело на карте Нидерландов

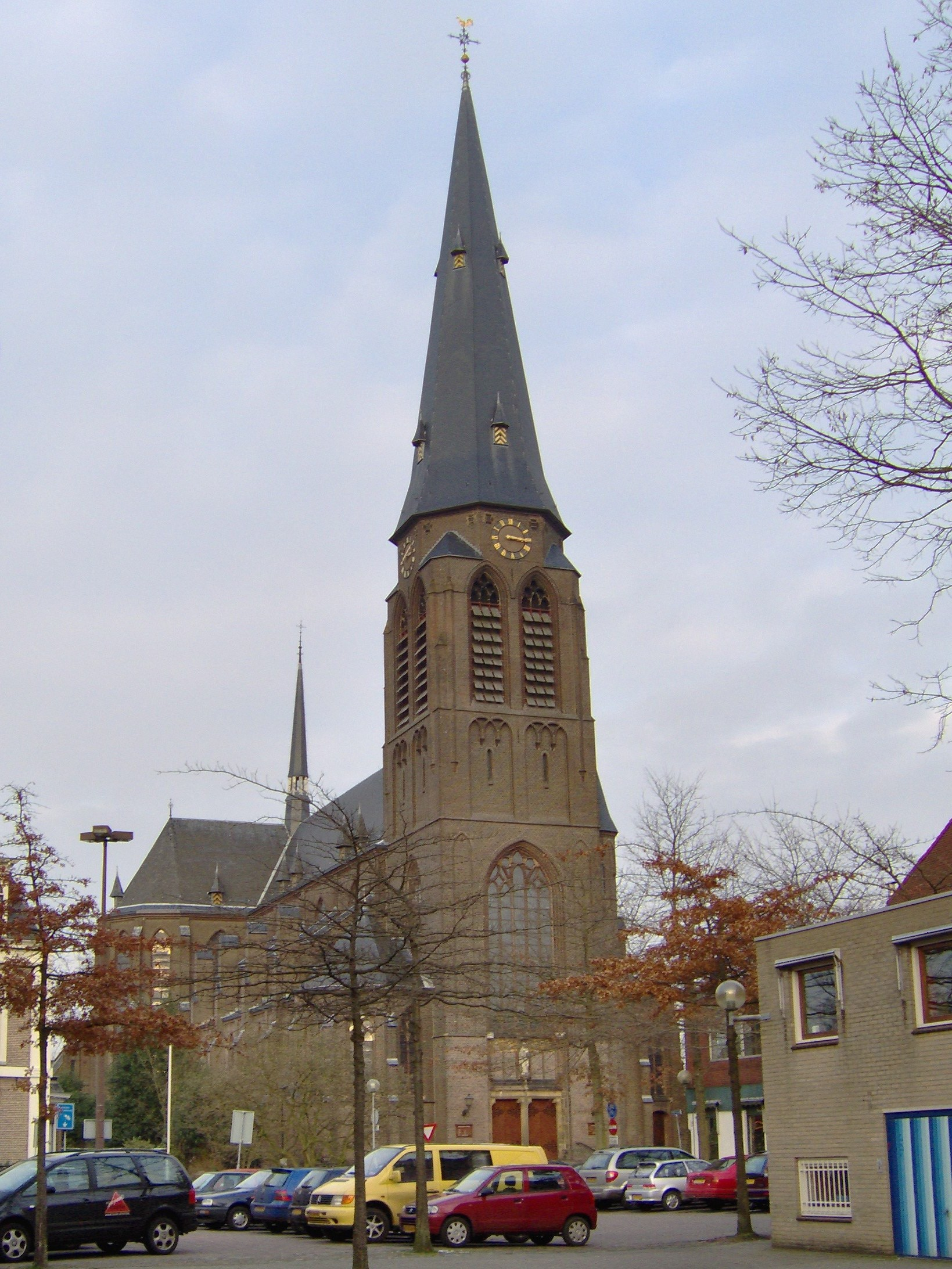
Римско-католическая церковь Св. Георгия

## Религия
Армянская Апостольская церковь
- Церковь[4]

## Персоналии
- Бет, Эверт Виллем